# 冷たい雨 (Every Little Thingの曲)
『冷たい雨』（つめたいあめ）は、日本の音楽グループEvery Little Thingが2009年11月18日に発売した37枚目のシングル。

## 概要
前作『DREAM GOES ON』から2か月足らずでのリリース。キャッチコピーは「この冬一番のナキウタ」。

### ビデオクリップ
ビデオ・クリップが2種類存在する。
Long Ver.
初回限定盤のDVDに収録、BeeMUSICで独占配信。
Music Clip ver.
Long Ver.の短縮版で、ベストアルバム『Every Best Single 〜COMPLETE〜』（初回限定盤、アンコールプレス盤）や9thアルバム『CHANGE』（初回限定盤）のDVDに収録、テレビなどで放送されている。
ビデオ・クリップには韓国の女優ペ・ドゥナと俳優の高良健吾が出演しており、年上女性と年下男性の暖かくも切ないラブストーリーが展開されている。

## 収録曲

### CD
1. 冷たい雨
（作詞：持田香織 / 作曲：五十嵐充 / 編曲：五十嵐充 & Every Little Thing）
日本テレビ系『音楽戦士 MUSIC FIGHTER』11月オープニングテーマ
前作に引き続き元メンバーの五十嵐充がサウンドプロデューサーとして作曲、編曲を担当。
2. (They Long To Be) Close To You
（作詞・作曲：Hal David & Bur Bacharach / 編曲：林"Massy"真史 & Every Little Thing）
カーペンターズの同名曲（邦題：「遙かなる影」）のカバー。洋楽をカバーして収録するのは2006年発売の30枚目のシングル『ハイファイ メッセージ』のカップリング曲「Baby Love」以来2度目となる。
3. 冷たい雨 <Instrumental>
4. (They Long To Be) Close To You <Instrumental>

### DVD
1. Music Video「冷たい雨 (Long Ver.)」

## 楽曲の収録アルバム
冷たい雨
- 『CHANGE』※アルバム・バージョンとして収録
- 『Every Best Single 〜COMPLETE〜』
- 『Every Best Single 2 ～MORE COMPLETE～』
- 『Every Best Single 2 〜laTe period〜』